# 布拉塞 (罗讷省)
布拉塞（法語：Blacé，法語發音：[blase]）是法国罗讷省的一个市镇，属于索恩河畔自由城区。

## 地理
布拉塞（46°1'53"N, 4°38'40"E）面积11 平方千米，位于法国奥弗涅-罗讷-阿尔卑斯大区罗讷省，该省份为法国中东部省份，北起顺时针与索恩-卢瓦尔省、安省、里昂大都会、伊泽尔省和卢瓦尔省接壤。
与布拉塞接壤的市镇（或旧市镇、城区）包括：圣于连、圣乔治德勒南、博若莱地区沃、蒙默拉-圣索尔兰。

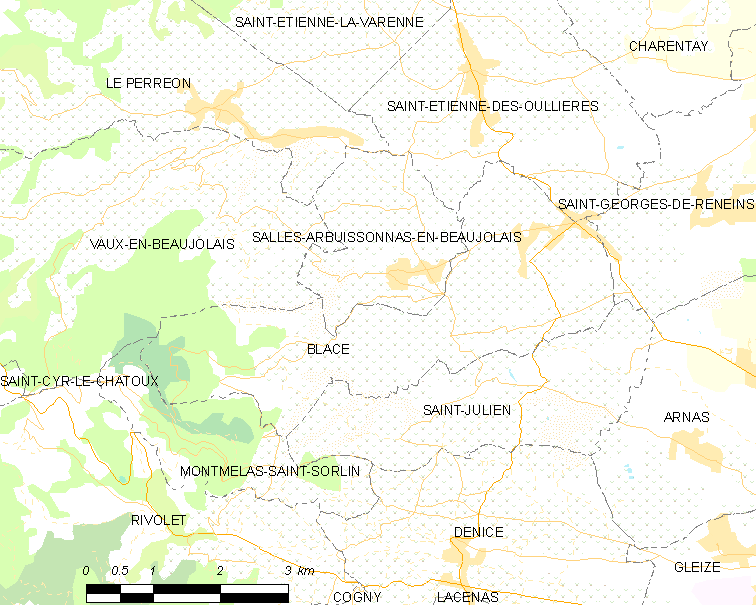
的OSM定位图

布拉塞的时区为UTC+01:00、UTC+02:00（夏令时）。

## 行政
布拉塞的邮政编码为69460，INSEE市镇编码为69023。

## 政治
布拉塞所属的省级选区为格莱泽县。

## 人口

1962-2008年间人口变化图示

布拉塞于2022年1月1日时的人口数量为1692人。